# Жермини
Жермини́ (фр. Germiny) — коммуна во французском департаменте Мёрт и Мозель региона Лотарингия. Относится к  кантону Коломбе-ле-Бель.	

## География
Жермини расположен в 22 км к юго-западу от Нанси. Соседние коммуны: Мартемон на северо-востоке, Тело на востоке, Паре-Сен-Сезер на юго-востоке, Крепе на юго-западе, Тюйе-о-Грозей на северо-западе.

## История
- Следы галло-романского периода.
- Ранее коммуна называлась Жермини-о-Труа-Шато (Germiny-les-Trois-Châteaux), т.к. здесь было три замка, из которых остался лишь Верхний замок.

## Демография
Население коммуны на 2010 год составляло 197 человек.
| 1962 | 1968 | 1975 | 1982 | 1990 | 1999 | 2010 |
| ---- | ---- | ---- | ---- | ---- | ---- | ---- |
| 245  | 204  | 174  | 174  | 179  | 180  | 197  |

## Достопримечательности
- Верхний замок Жермини, две круглые башни XIII века, здание XVIII века.
- Монументальный фонтан, сооружённый отцом известной французской актрисы Эдвиж Фёйер.